# Võ Thị Ánh Xuân
Võ Thị Ánh Xuân, född 8 januari 1970 i Thới Sơn i An Giang-provinsen, är en vietnamesisk politiker.
Võ Thị Ánh Xuân är sedan 2021 landets vicepresident. Hon var tillförordnad president i Vietnam mellan januari och mars 2023 och mellan mars och maj 2024.